# Rózsafa, Baranya
Rózsafa este un sat în districtul Szigetvár, județul Baranya, Ungaria, având o populație de 373 de locuitori (2011). 

## Demografie
Componența etnică a satului Rózsafa
     Maghiari (80,58%)
     Romi (18,37%)
     Români (1,05%)
Componența confesională a satului Rózsafa
     Fără religie (29,49%)
     Reformați (12,6%)
     Necunoscută (57,91%)
Conform recensământului din 2011, satul Rózsafa avea 373 de locuitori. Din punct de vedere etnic, majoritatea locuitorilor (80,58%) erau maghiari, existând și minorități de romi (18,37%) și români (1,05%). Nu există o religie majoritară, locuitorii fiind persoane fără religie (29,49%) și reformați (12,6%). Pentru 57,91% din locuitori nu este cunoscută apartenența confesională.